# Outremont (stacja metra)
Outremont – stacja metra w Montrealu, na linii niebieskiej. Obsługiwana przez Société de transport de Montréal (STM). Znajduje się w dzielnicy Outremont.